# St. Judas Thaddäus (Verl)
Die katholische Pfarrkirche St. Judas Thaddäus wurde von 1953 bis 1954 errichtet. Die Hallenkirche befindet sich im Ortsteil Sürenheide in der ostwestfälischen Stadt Verl im Kreis Gütersloh im deutschen Bundesland Nordrhein-Westfalen. Kirche und Gemeinde gehören zum Pastoralen Raum Am Ölbach im Erzbistum Paderborn.
Benannt ist sie nach dem heiligen Judas Thaddäus. Errichtet wurde sie aufgrund des Anstiegs der katholischen Bevölkerung von Sürenheide nach dem Zweiten Weltkrieg. Zahlreiche Vertriebene aus dem Osten Deutschlands siedelten nach dem Krieg in den Ortsteil. Auch durch den wirtschaftlichen Aufschwung Verls stieg der Bedarf für eine weitere Kirche in der Gemeinde. 

## Geschichte

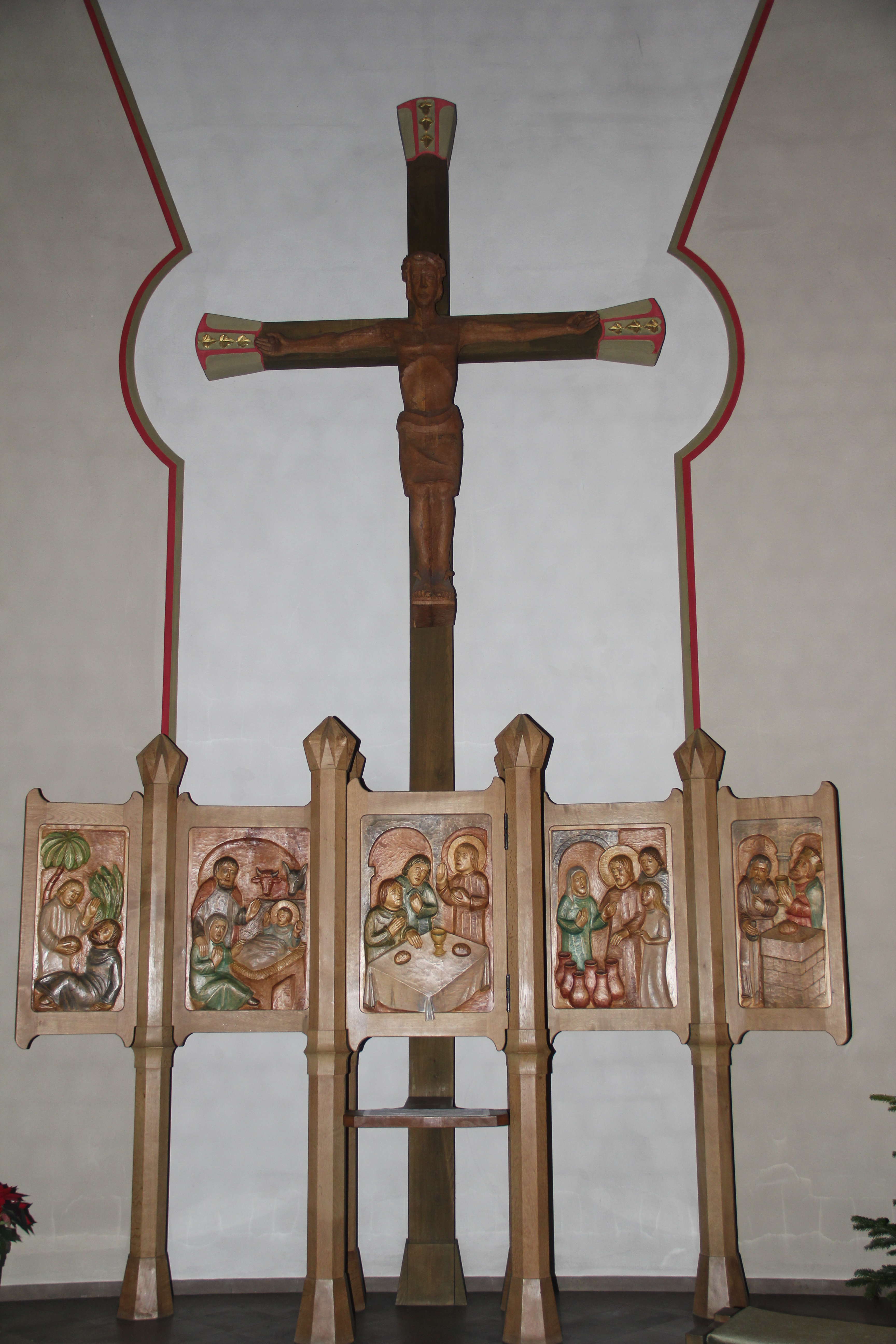
Chorraum der Sankt-Judas-Thaddäus-Kirche in Sürenheide

Nachdem der Kirchengemeinde Sankt Anna Verl am 23. Oktober 1951 für den Bau der neuen Kirche in Sürenheide von Frau Bernhardine Jakobfeuerborn ein Grundstück geschenkt worden war, konnte am 27. Mai 1953 mit dem Bau der Kirche begonnen werden. Die Grundsteinlegung erfolgte am 12. Juli 1953.
Während der Bauphase kam es zu einem tödlichen Unfall eines Zimmermannlehrlings, welcher dazu führte, dass die Konsekration verschoben werden musste. Am 28. November 1954 fand deshalb zunächst nur eine Benediktion statt. Eine Benediktion beinhaltet eine vorläufige Genehmigung der bischöflichen Behörde und nicht den offiziellen Beginn der Benutzung durch den bischöflichen Auftrag. Am 7. September 1957 konnte die Konsekration nachgeholt werden.
Bereits im Jahre 1955 wurde die Pfarrgemeinde zu einer selbstständigen Pfarrvikarie mit eigener Vermögensverwaltung erhoben.
Im Jahr 1985 erfolgten umfangreiche Renovierungs- und Umbauarbeiten an der Pfarrkirche: Der ursprünglich gelb gestrichene Putz der Außenmauern wurde durch rote Klinkersteine ersetzt. Außerdem wurde der kleine Glockenturmaufsatz, der sich auf dem Hauptgebäude der Kirche befand, entfernt. Stattdessen errichtete man den hohen Kirchturm, der noch heute das äußere Erscheinungsbild der Pfarrkirche St. Judas Thaddäus prägt.
Die drei katholischen Gemeinden Verls, Sankt Maria Immaculata in Kaunitz, Sankt Anna in Verl und Sankt Judas Thaddäus in Sürenheide, schlossen sich am 1. Januar 2001 zu einem gemeinsamen Pastoralverbund zusammen.